# Анэнцефалия
Анэнцефали́я (др.-греч. ἀν- «без» + ἐγκέφαλος «головной мозг») — внутриутробный порок развития плода, который возникает на ранних сроках беременности и связан обычно с воздействием вредных факторов окружающей среды, токсических веществ или инфекцией; грубый порок развития головного мозга — полное или частичное отсутствие больших полушарий головного мозга, костей свода черепа и мягких тканей. Врождённый многофакторный порок развития, возникающий вследствие нарушения механизмов пренатального развития плода — нарушения формирования нервной трубки плода в период 21−28 дней беременности (незакрытие переднего нейропора нервной трубки).

## Описание

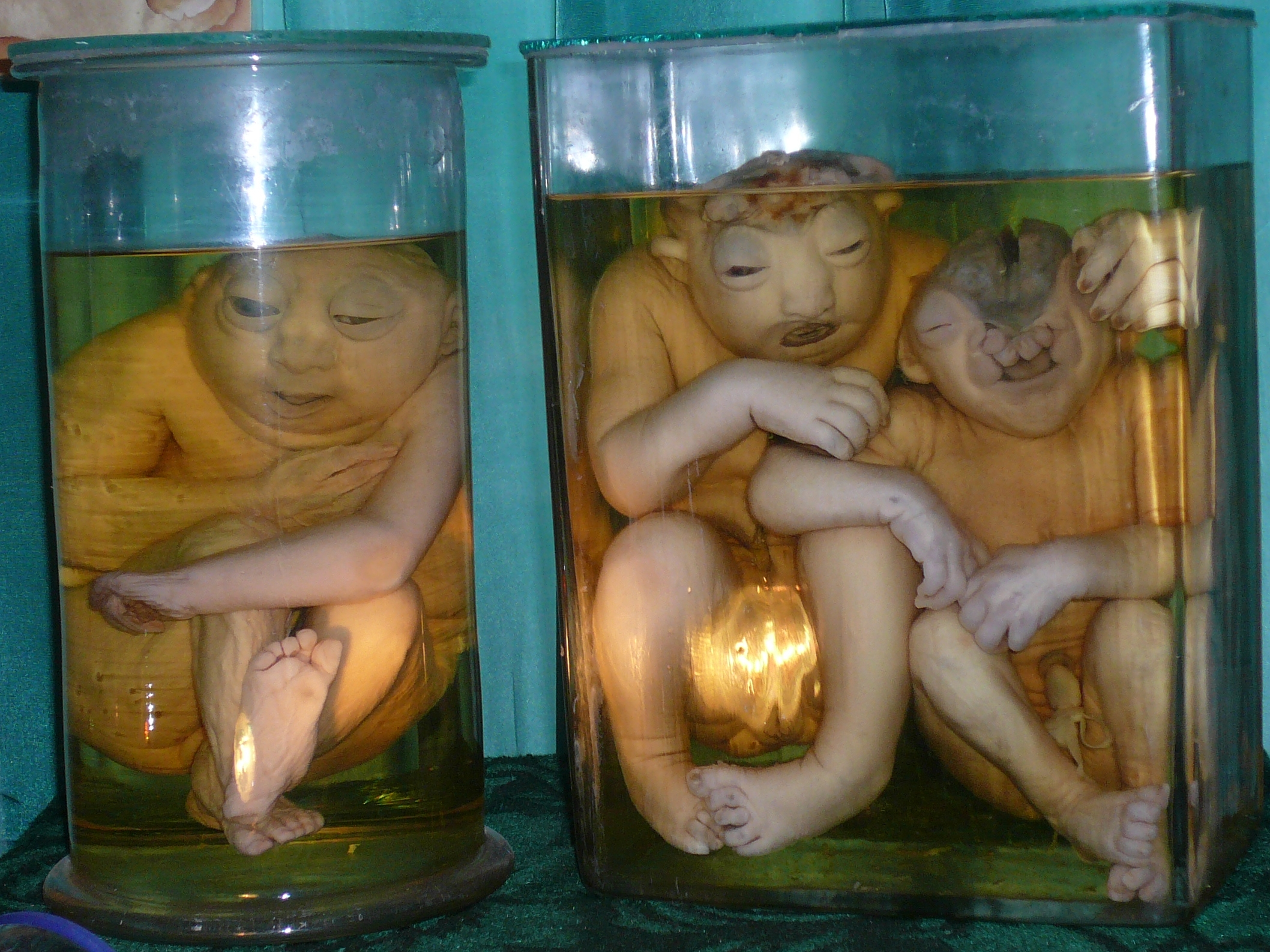
Анэнцефалы

Порок 100 % летален, 50 % плодов с анэнцефалией погибают внутриутробно, а другие 50 % детей рождаются живыми и в 66 % случаев могут прожить несколько часов, некоторые живут около недели. «Долгожителем» среди анэнцефалов является Стефани Кин, известная по прозвищу Бэби Кей, прожившая с этим диагнозом 2 года 174 дня. Известны ещё как минимум три случая, когда ребёнок прожил более двух лет. Анжела Моралес прожила три года и девять месяцев. До недавнего времени наибольший срок жизни принадлежал Николасу Дж. Коуку, умершему в штате Колорадо в возрасте 3 года и 328 дней. Однако 1 апреля 2020 года в возрасте пяти лет скончался Джексон Буэлл, родившийся в Орландо, Флорида, тем самым став самым долгоживущим ребёнком с подобным диагнозом. Джексон приобрёл некоторую известность в сети, пользователи отмечали его «невероятную борьбу за жизнь». При обнаружении анэнцефалии строго показано прерывание беременности вне зависимости от срока выявления порока. Однако также известны и случаи успешных родов при таком диагнозе.
Ацефал (акефал) (с греч. — «без головы») — медицинский термин для обозначения плода с врождённым пороком, при котором совсем недостаёт головы или верхней её части (Monstra acephala). Существуют три различные степени ацефалов:
1. состоят из одного кожного мешка с костями и жиром,
2. корпус более или менее полно образован, но отсутствует голова,
3. туловище и конечности вполне образованы, а голова присутствует фрагментарно, включая челюсти, части лица и основание черепных костей, но отсутствует мозг. В последнем случае применяется также название «аненкефал».

Эти и тому подобные случаи бывают чаще всего при рождении близнецов, причём один из близнецов развивается за счёт другого. От аненкефалов тянется непрерывная цепь различных форм до так называемых микроцефалов, у которых мозг может быть относительно развит — таковые хотя и остаются умственно отсталыми, но способны вести самостоятельную жизнь.

## Клинические формы, вероятность появления анэнцефалии
Анэнцефалия встречается примерно 1 раз на 10 000 новорождённых (в США), чаще у плодов женского пола. В Мексике чаще всего отмечено возникновение анэнцефалии — 8,05 случая на 10 000 человек (на 2002 год). Сочетанные аномалии у большинства плодов — недоразвитие надпочечников и отсутствие гипофиза, спинномозговая грыжа — в 17 % случаев, расщепление твёрдого и мягкого нёба — 2 %, различные дефекты развития нервной системы, такие как расщепление позвоночных дуг. Вероятность повторения при последующих беременностях — не более 5 %.

## Диагностика анэнцефалии
Как правило, анэнцефалия обнаруживается при ультразвуковом исследовании (эхограмма анэнцефалии) во время беременности на сроке с 11—12 недель, также характерно повышение в крови беременной уровня альфа-фетопротеина с 13—14 недель беременности. Тесты на наличие у ребёнка анэнцефалии могут быть проведены женщине уже на ранних сроках беременности, если кому-либо из членов семьи уже пришлось ранее столкнуться с данным заболеванием.